# Papillaria viridata
Papillaria viridata là một loài Rêu trong họ Meteoriaceae. Loài này được Müll. Hal. ex Broth. mô tả khoa học đầu tiên năm 1900.